# L'uomo dalla testa dura
L'uomo dalla testa dura è un film muto sperimentale del 1908 diretto da Edoardo Bencivenga.